# بينيمو
بينيم (من العبرية. פְּנִימִי, بينيمي — «الداخل») هو مراقب في تقاليد سفر أخنوخ. وهو معالج الغباء لدى الرجال، تم ذكره في سفر التكوين. كملاك مرتبط بأبراكسيل (أبراكساس), من المحتمل بأن بينيم أيضاً كان من ملائكة الشفاء الذين يسمون لابّيم.
أسم رابع هو بينيم: أُكتشف لمرارة وحلاوة أطفال الرجال;
وأشار إليهم بكل سر من حكمتهم.
علم الرجال أن يفهموا الكتابة، وأستخدام الحبر والورق.
لذلك كان العديد ضلوا من كل فترة من العالم، حتى يومنا هذا.
فالرجال لم يولدوا من أجل هذا، بالقلم والحبر لتأكيد إيمانهم;
بما أنهم لم يخلقوا، إلا أنهم، مثل الملائكة، قد يظلون بارّين ونقيين.
كما أن الموت، الذي يدمر كل شيء، لم يؤثّر [ك‍] عليهم;
ولكنهم بهذا يهلكون معرفتهم، وبهذا كذلك تستهلكهم قوتهم.